# テルケムの定理

テルケムの定理:
Dのチェバ線 APa, BPb, CPc
D'のチェバ線 AP'a, BP'b, CP'c

ユークリッド幾何学において、テルケムの定理（テルケムのていり、英:Terquem's theorem）または、ロイシュレの定理（ロイシュレのていり、Reuschle's theorem）は、円に関する定理の一つ。1842年にフランスの数学者オルリー・テルケム、1853年にドイツの数学者カール・グスタフ・ロイシュレが独自に発見した。
三角形ABCと点Dに対するチェバ線がBC, CA, ABと、それぞれPa, Pb, Pcで交わっているとする。また、△PaPbPcの外接円とPa, Pb, Pcでない方の交点をそれぞれP'a, P'b, P'cとする。このときチェバ線AP'a, BP'b, CP'cが共点であることを、テルケムの定理と言う。また、この共点は、点Dのチェバ円共役と呼ばれる。